# Iva Slonjšak
Iva Slonjšak (Zagabria, 16 aprile 1997) è una cestista croata.

## Carriera
Con la Croazia ha disputato i Campionati europei del 2021.